# Hexathele ramsayi
Hexathele ramsayi là một loài nhện trong họ Hexathelidae. Loài này phân bố ở Nieuw-Zeeland.